# کلارا کیلرمن
کلارا کیلرمن (به انگلیسی: Klára Killermann) (زادهٔ ۲۳ ژوئن ۱۹۲۹) شناگر اهل مجارستان است.